# Хендрик Адамсон
Хендрик Адамсон (на испански: Hendrik Adamson, 6 октомври 1891 – 7 март 1946) е естонски поет и педагог.

## Биография
Роден е на 6 октомври 1891 г. в семейството на шивач в село Метсакуру, община Кярщна (в днешно време село Вейсярве, Тарвасту), окръг Вилянди.
От 1911 г. е учител в училище Torma Võtikvere. От 1919 до 1927 г. завежда началното училище в естонското село Кярщна. Впоследствие Адамсон става професионален писател на свободна практика, член на естонския Съюз на писателите.
Хендрик Адамсон известно време работи като учител във Valgamaal Lõvel (1940) и Kärstnas (1944).
Есперанто Адамсън научава към края на 1929 г. и още през 1930 г. започва да пише оригинални стихотворения на този език. Талантът му се развива и на естонски език. Първите му стихотворения в Естония са публикувани във вестници от 1913 г., първата си книга написва през 1919 г. През 1934 г. е издаден алманаха „Дванадесет поети“, където са отпечатани единадесет стихотворения на Адамсон.
Умира на 7 март 1946 г. Погребан е в естонското гробище в малкия град Хелме в южната част на страната. Произведенията на писателя са преведени на руски, английски и италиански език.

## Творчество
Forpasis kure la juneco,

temp' tro revema sen prudent'-
 -
kaj estingiĝis purpurmeĉo

en malproksima orient'.

Min tro lacigis voj' ŝtonoza,

sur dorso sidas zorgo-ĝib',

mi iras, iras, senripoza

vagulo, sub sortbata vip'.

Min jam, post lastaj lacaj paŝoj,

atendas tombo: frosta lit',

kaj ĉirkaŭ kruco el kreskaĵoj

de l' ter volviĝos sole vit'.

Адамсон пише на естонски език, широко използва южноестонските диалекти. Някои негови стихотворения са написани на езика есперанто.
На писателя принадлежат романите „Kuldblond neitsi“ (Блондинка) и „Roheline sisalik“ („Зелен гущер“, Тарту, 1925).
Хендрик Адамсон пише и стихотворения, включително:
- Mulgimaa (1919)
- Inimen (1925)
- Dekdu Poetoj (1934)
- Auli novelaro (1934)
- Infera regalo kaj Vesperkanto (1979)
- Auli, eldonejo Iltis, Saarbrücken (1983)